# James Gunn (regisseur)
James Francis Gunn jr. (Saint Louis, 5 augustus 1966) is een Amerikaans filmregisseur, scenarioschrijver, producent en acteur.

## Biografie
James Gunn werd in 1966 geboren in Saint Louis (Missouri) als de zoon van Leota en James F. Gunn. Zijn vader was een advocaat. Hij heeft vier broers, waaronder acteur Sean Gunn en scenarist Brian Gunn. Hij heeft ook een zus, Beth.
Hij behaalde een bachelor aan Saint Louis University. Tijdens zijn studiejaren tekende hij ook politieke cartoons voor het studententijdschrift The University News. Hij studeerde ook even aan de filmschool van Loyola Marymount University in Los Angeles, maar moest er zijn studies staken. In 1995 behaalde hij een master aan Columbia University.

## Carrière
Na zijn studies ging Gunn aan de slag in de filmindustrie. Hij sloot zich aan bij het productiebedrijf Troma Entertainment, een productiebedrijf dat gespecialiseerd was in lowbudgetfilms en het horrorgenre. Hij leerde er onder het mentorschap van Lloyd Kaufman films maken. Zo schreef hij onder meer het scenario voor de transgressieve komedie Tromeo and Juliet (1996).
Zijn eerste grote filmproductie was de liveactionfilm Scooby-Doo (2002), waarvoor hij het script schreef. In 2004 schreef hij ook de horror-remake Dawn of the Dead en de sequel Scooby-Doo 2: Monsters Unleashed.
Gunn regisseerde ook enkele afleveringen voor tv-series van Troma. In 2006 maakte hij met de horrorfilm Slither zijn debuut als filmregisseur. In de periode 2008–2009 schreef, regisseerde en produceerde hij samen met zijn broers Sean en Brian de komische internetserie PG Porn.
In 2010 schreef en regisseerde hij het superheldenparodie Super. Enkele jaren later werd hij door Disney in dienst genomen om de Marvel-superheldenfilm Guardians of the Galaxy (2014) te schrijven en regisseren. De film bracht wereldwijd zo'n 773 miljoen dollar op. Drie jaar later mocht Gunn ook de sequel Guardians of the Galaxy Vol. 2 regisseren.
In juli 2018, terwijl Gunn voor Disney aan een derde Guardians-film werkte, werden op sociale media oude tweets van hem opgerakeld waarin hij grappen maakte over gevoelige onderwerpen als verkrachting, pedofilie en kindermisbruik. Vanwege de ophef die rond de tweets ontstond, besloot Disney om hem te ontslaan. Acht maanden later, in maart 2019, kwam Disney terug op zijn beslissing en werd Gunn opnieuw aangenomen om de derde Guardians-film te regisseren.
In oktober 2018, na zijn ontslag door Disney, werd Gunn door Warner Bros. in dienst genomen om de DC-superheldenfilm The Suicide Squad (2021) te schrijven en regisseren. Hierna schreef hij de televisieserie Peacemaker (2022) voor HBO Max, hiervan regisseerde hij ook enkele afleveringen.  
In november 2022 verscheen The Guardians of the Galaxy Holiday Special die geregisseerd, geschreven en geproduceerd is door Gunn. In mei 2023 verscheen, de laatste door Gunn geregisseerde en geschreven film voor Marvel Studios, Guardians of the Galaxy Vol. 3.
Sinds november 2022 is James Gunn samen met Peter Safran de CEO van de DC Studios van Warner Bros. Discovery.

## Filmografie
| Jaar | Titel                                       | Regisseur | Scenarist | (Uitvoerend) producent | Acteur |
| ---- | ------------------------------------------- | --------- | --------- | ---------------------- | ------ |
| 1996 | Tromeo and Juliet                           |           |           |                        |        |
| 1999 | Terror Firmer                               |           |           |                        |        |
| 2000 | The Specials                                |           |           |                        |        |
| 2000 | Citizen Toxie: The Toxic Avenger IV         |           |           |                        |        |
| 2001 | Thir13en Ghosts                             |           |           |                        |        |
| 2002 | Scooby-Doo                                  |           |           |                        |        |
| 2003 | Melvin Goes to Dinner                       |           |           |                        |        |
| 2003 | The Ghouls                                  |           |           |                        |        |
| 2004 | Dawn of the Dead                            |           |           |                        |        |
| 2004 | Scooby-Doo 2: Monsters Unleashed            |           |           |                        |        |
| 2004 | LolliLove                                   |           |           |                        |        |
| 2006 | Slither                                     |           |           |                        |        |
| 2010 | Super                                       |           |           |                        |        |
| 2013 | Movie 43                                    |           |           |                        |        |
| 2014 | Guardians of the Galaxy                     |           |           |                        |        |
| 2016 | The Belko Experiment                        |           |           |                        |        |
| 2017 | Guardians of the Galaxy Vol. 2              |           |           |                        |        |
| 2018 | Avengers: Infinity War                      |           |           |                        |        |
| 2019 | Avengers: Endgame                           |           |           |                        |        |
| 2019 | Brightburn                                  |           |           |                        |        |
| 2021 | The Suicide Squad                           |           |           |                        |        |
| 2021 | Peacemaker                                  |           |           |                        |        |
| 2022 | I Am Groot                                  |           |           |                        |        |
| 2022 | The Guardians of the Galaxy Holiday Special |           |           |                        |        |
| 2022 | Guardians of the Galaxy Vol. 3              |           |           |                        |        |
| 2024 | Creature Commandos                          |           |           |                        |        |
| 2025 | Superman                                    |           |           |                        |        |